# Ulica Bodzentyńska w Iłży
Ulica Bodzentyńska – jedna z najdłuższych ulic Iłży. Prowadzi z centrum miasta aż do jego granicy z miejscowością Kolonia Seredzice.

## Historia[1]

### Średniowiecze
W tym czasie była to ulica poza murami miejskimi, w pobliżu nieistniejącego już stawu Kaleta. Rzadko uczęszczana, jedynie jako dojazd do Wszeredzic. Przy tej drodze znajdowały się zabudowania iłżeckich kanoników zwane Kanonią.

### XIX wiek
Ulica tylko w części wyglądała na miejska, resztą ulicy były zabudowania czysto wiejskie. W czasie powstania listopadowego na części ulicy (w pobliżu wąwozu zuchowieckiego) potyczki. W czasie powstania styczniowego tą drogą do Iłży weszli Rosjanie (przed bitwą 17 I 1864)

### Dwudziestolecie międzywojenne
Bogatsi mieszkańcy budowali wtedy domy w północnej części ulicy. Na południowej części nadal królują wiejskie zagrody.

### Po wojnie
Po wojnie ulica otrzymała nazwę Bodzentyńska i tak zostało, aż do roku 1985, gdy nazwę na krótko zmieniono na Armii Czerwonej. Po krótkim okresie kontrowersyjna nazwa została przemieniona na dawną.
Lata 60, 70, 80 to bardzo szybki rozwój miasta, wiejskie zabudowania zastąpiono blokami. A w stronę południową zaczyna się "ekspansja" domów jednorodzinnych. W tym czasie powstał pawilon Gminnej Spółdzielni i budynek ZPOZ.
W 1994 roku rozpoczęła się budowa gimnazjum, którą zakończono w 2000 roku. W ostatnim czasie ulica zaczęła sięgać kapliczki św. Antoniego przy skrzyżowaniu z ulicą Trakt Seredzki.

## Nazwy
XIX w. – Seredzka/Bodzentyńska
1945-1985 – Bodzentyńska
1985-1989 – Armii Czerwonej
1989 - – Bodzentyńska

## Ulica obecnie
Swoje siedziby mają placówki:
- Zakład Energetyki Cieplnej (Bodzentyńska 47)
- Szkoła Podstawowa - klasy 4-8 (Bodzentyńska 45)
- Gminny Samodzielny Publiczny Zakład Podstawowej Opieki Zdrowotnej w Iłży (Bodzentyńska 17)
- Budynek tzw. Chatka, przyszły park miejski (Bodzentyńska 40)

Apteki:
- Apteka “NOVA” (ul. Bodzentyńska 14)
- Apteka “Pod Różą” (ul. Bodzentyńska 26)

Handel
- Top Market oraz Centrum Chińskie (Bodzentyńska 39)
- Żabka (Bodzentyńska 54)